# Station Dąbrowa Bolesławiecka
Station Dąbrowa Bolesławiecka is een spoorwegstation in de Poolse plaats Dąbrowa Bolesławiecka.